# انجمن ارگانیک ایران
اَنجمن اُرگانیک ایران یک انجمن است که هدف آن توسعه، ترویج و رعایت استانداردهای بین‌المللی و تولید محصولات کشاورزی سالم و ارگانیک می‌باشد. این انجمن در تاریخ ۱۴ شهریور سال ۱۳۸۵، در ایران تأسیس شده‌است.
www.iranorganic.org 

## اهداف
- شناسایی مناطق تولید محصولات ارگانیک
- شناسایی تولیدکنندگان محصولات ارگانیک
- ارائه راهکارهای لازم به منظور تولید محصولات ارگانیک از مراحل قبل از کشت، کاشت، داشت، برداشت، فرآوری، بسته‌بندی، بازرگانی و بازاریابی

## مناطق کشت ارگانیک در ایران
در حال گسترش است. محصولات با تأییدیه ارگانیک از سال ۱۳۷۸ در دسترس بازار بوده‌است. در آن زمان در کرمان باغ گل‌محمدی برای گرفتن عصاره آن تأسیس شد. در سال ۱۳۸۵ در استان فارس تاییدیه محصول ارگانیک را برای صادرات پسته، انجیر، خرما و گیاهان دارویی به اروپا را بدست‌آورد. از آن پس، بازار ارگانیک روبه رشد است. آمار اخیراً انتشاریافته توسط آیفوآم یعنی سازمان جهانی جنبش‌های کشاورزی زیستی و مؤسسه تحقیق کشاورزی ارگانیک (به انگلیسی: Fibl)، نشان‌دهنده آن است که ۴۳۰۰۰ هکتار کشت زیرنظر مدیریت ارگانیک می‌باشد.

## ایران نماینده آیفوآم در منطقه
آیفوآم-ایران در ۱۱ ماه مه سال ۲۰۱۴ در دومین کنفرانس جهانی توسعه تجارت و بازار محصولات ارگانیک در تهران تشکیل شد. در این کنفرانس، کشور ایران به جنبش جهانی ارگانیک پیوست. آیفوآم-ایران در همکاری نزدیک با انجمن ارگانیک ایران است. آیفوآم-ایران برای گسترش جنبش ارگانیک در ایران و کشورهای منطقه تشکیل شده‌است
از دیگر اهداف آن، آموزش و پیشبرد استانداردهای ارگانیک این سازمان جهانی می‌باش. انتخاب ایران پس از بررسی‌های بسیار صورت گرفته‌است. هم‌اکنون مدیرعامل آیفوآم-ایران محمدرضااردکانی می‌باشد.

## تاییدیه استاندارد ملی ارگانیک
در سال ۱۳۸۸ تلاش شده‌است تا مؤسسه استاندارد، تاییدیه‌ای ملی برای محصولات ارگانیک صادر کند. اما تاکنون مؤسسهٔ استاندارد چنین تاییدیه ملی را به تعویق انداخته‌است. انجمن ارگانیک ایران ،دانشگاه شهید بهشتی و وزارت کشاورزی در تلاش برای رسیدن به چنین تاییدیه‌ای از سوی مؤسسه استاندارد می‌باشند.

## مساحت زمین‌های زیرکشت‌ارگانیک در سال ۱۳۸۵
کشت ارگانیک محصولات
زعفران ۱۳ هکتار، انجیر ۴، انگور ۶۲۵، مرکبات ۱۲، خرما ۲۶، انار ۱۵۲، بادام ۶۰، گردو ۱۱، شیرین‌بیان ۲۰۰، بادنجان ۱۰ هکتار که جمعاً ۱۱۱۳ هکتار می‍شود
علاوه برآن ۲۲۰۰۰ هکتار زیرکشت انجیر و ۸۵ هکتار زیرکشت زیتون که هنوز تاییدیه ارگانیک نگرفته‌اند و محصولات تنها در بازار داخلی بفروش می‌رسد.

## انجمن ارگانیک در اخبار www.iranorganic.org
- توافق‌نامه همکاری بین انجمن ارگانیک ایران و سازمان نظام مهندسی کشاورزی و منابع طبیعی کشور

در راه محصولات ارگانیک - انجمن ارگانیک ایران شعبه کرمانشاه
محمدرضا داوری، دبیر انجمن ارگانیک ایران با اشاره به اینکه انجمن ارگانیک ایران نماینده آیفوآم (به انگلیسی: ifoam) در ایران است، بیان کرد: آیفوم وظیفه نظارت بر تولید و عرضه محصولات ارگانیک در جهان را بر عهده دارد و تنها چهار کشور نمایندگی ملی دارند که ایران در سال ۹۳ موفق به اخذ آن شد. داوری، با اشاره به اینکه صدور گواهینامه ارگانیک بر اساس سیستم‌های ICS و PGS می‌تواند یکی از اقدامات مشترک با سازمان باشد، توضیح داد: با اجرایی شدن این سیستم‌ها می‌توانیم سطح زیرکشت ارگانیک کشور را تا ۵ درصد افزایش دهیم
- ده مطالعه علمی نشان می‌دهد محصولات دستکاری ژنتیکی شده (تراریخته یا GMO) برای سلامتیِ انسان خطر دارند.[۸]
- رئیس انجمن ارگانیک ایران اعلام کرد: تنها نیم درصد از محصولات به صورت ارگانیک تولید می‌شوند. گزارش فائو از وضعیت کشاورزی ایران/وجود ۳۵درصد ضایعات در محصولات کشاورزی ایران. در تولید محصولات باغی، بین رتبه هفتم و هشتم جهان قرار داریم.[۹]

«پویا» رضا نورانی رئیس انجمن ارگانیک ایران و عضو هیئت نمایندگان اتاق ایران در نشست خبری نهمین جشنواره محصولات ارگانیک تهران در اتاق بازرگانی ایران اظهار کرد: پرداخت یارانه سموم و کودهای شیمیایی به تولیدکنندگان محصولات کشاورزی در چندین دهه گذشته وجود داشته‌است بنابراین از دولت خواسته می‌شود بخشی از این یارانه را به تولید محصولات سالم و ارگانیک اختصاص دهد
- به گزارش خبرنگار گروه اجتماعی باشگاه خبرنگاران جوان؛ حسین رحیمی مدیرعامل سازمان میادین میوه و تربار شهرداری تهران در نشست خبری نهمین جشنواره محصولات ارگانیک که امروز (دوشنبه) در اتاق بازرگانی برگزار شد، با بیان اینکه شهرداری تهران برای نهمین سال متوالی اقدام به برگزاری این جشنواره کرده‌است، اظهار داشت: این جشنواره با هدف معرفی محصولات ارگانیک و ترویج استفاده از این محصولات در میان شهروندان برگزار می‌شود.[۱۱]